# Фицтум фон Экштедт, Конрад
Конрад Вальдемар Фитцум фон Экштедт (нем. Conrad Waldemar Vitzthum von Eckstädt, 27 августа 1802 — 15 декабря 1875) — немецкий шахматист.
Высшее спортивное достижение К. Фитцума фон Экштедта — две серебряные медали конгрессов Западногерманского шахматного союза. На 4-м конгрессе (Дюссельдорф, 1864 г.), который проводился по системе плей-офф, Фитцум фон Экштедт дошел до финала, где проиграл М. Ланге. На 6-м конгрессе (Кельн, 1867 г.), проводившемся по круговой системе, он разделил 1—2 места с В. Паульсеном, но проиграл дополнительную партию.
Также в 1840—1850-х гг. К. Фицтум фон Экштедт сыграл ряд показательных партий с сильнейшими шахматистами мира.

## Спортивные результаты[1]
| Год  | Город       | Соревнование                                     | + | − | = | Результат | Место |
| ---- | ----------- | ------------------------------------------------ | - | - | - | --------- | ----- |
| 1846 | Париж       | Показательная партия с Л. Кизерицким             | 0 | 1 | 0 | 0 из 1    |       |
| 1853 | Лейпциг     | Показательная партия с Т. фон дер Лаза           | 0 | 1 | 0 | 0 из 1    |       |
| 1855 | Лейпциг     | Показательная партия с А. Андерсеном             | 0 | 1 | 0 | 0 из 1    |       |
| 1856 | Лейпциг     | Показательная партия с А. Андерсеном             | 0 | 1 | 0 | 0 из 1    |       |
| 1857 | Рим         | Серия показательных партий с С. Дюбуа            | 0 | 4 | 0 | 0 из 4    |       |
| 1859 | Генуя       | Серия показательных партий с И. Колишем          | 0 | 2 | 0 | 0 из 2    |       |
| 1861 | Дюссельдорф | 1-й конгресс Западногерманского шахматного союза |   |   |   |           |       |
| 1864 | Дюссельдорф | 4-й конгресс Западногерманского шахматного союза | 2 | 1 | 0 | 2 из 3    | 2     |
| 1867 | Кельн       | 6-й конгресс Западногерманского шахматного союза | 2 | 1 | 0 | 2 из 3    | 1—2   |